# 自遊派宣言
「自遊派宣言」（じゆうはせんげん）は1997年4月6日から1998年3月29日まで、テレビ東京系列で毎週日曜9:30 ‐ 10:00（JST）に放送された、テレビ大阪・日本テレワーク制作のバラエティ番組。
週替わりで俳優、タレントら著名人が出演し、様々なスポーツ体験、趣味体験をするバラエティ番組で、最終回は総集編という形で締めくくられた。

## 放送局
テレビ東京系列局
- テレビ大阪（制作局）:日曜9:30 ‐ 10:00
- テレビ東京:日曜9:30 ‐ 10:00
- テレビ愛知:日曜9:30 ‐ 10:00
- テレビせとうち:日曜9:30 ‐ 10:00
- テレビ北海道:日曜9:30 ‐ 10:00
- TXN九州（現在のTVQ九州放送）:日曜9:30 ‐ 10:00
他、番組販売によるネット局あり